# Albert Pagels

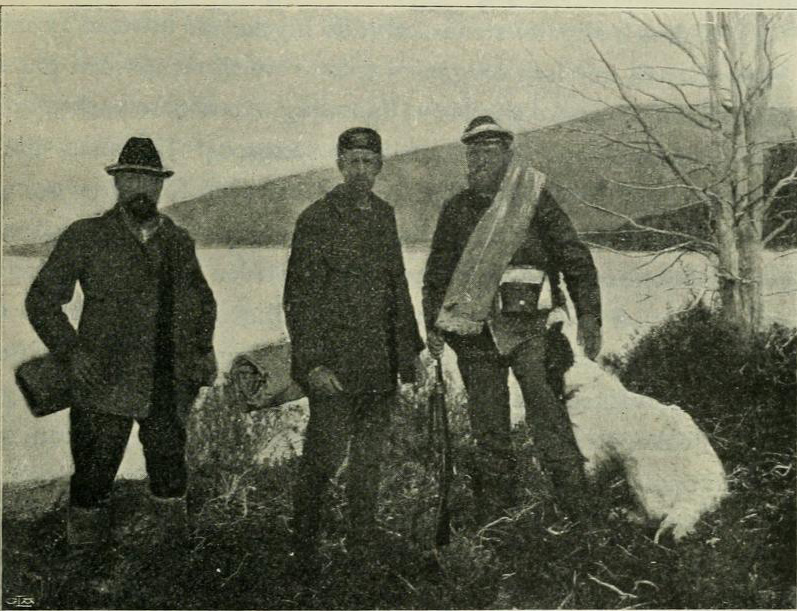
Percy Quensel, Carl Skottsberg och Albert Pagels, 1907, åter i Camilägret under den svenska Magalhãesexpeditionen.

Albert Pagels, född 6 juli 1878 i Klein-Kubitz (Ummanz), Rügen, död 20 juli 1966 i Punta Arenas, var en tysk sjöman. Han blev känd i samband med den tyska kryssaren Dresdens flykt från brittiska skepp i början av första världskriget.

## Till Punta Arenas
Albert Pagels blev skeppspojke efter skolan och fick snart åka med på ett stort fartyg. Han deltog i anfallet mot Peking under boxarupproret. Som marinsoldat i Kina drabbades han av malaria. År 1903 fick han en allvarlig malariaattack i Sydamerika och blev ordinerad för klimatets skull att bosätta sig i Punta Arenas. Där bildade han också familj. Han livnärde sig på fiske, pälsjakt och utflykter för besökare i Tierra del Fuego (Eldslandet).

## Expeditioner, rådgivare och konsult
Under åren 1907-1908 deltog Pagels i den svenska Magalhãesexpeditionen som leddes av Carl Skottsberg. Andra deltagare var Thore Halle och Percy Quensel. I sin reseskildring skriver Skottsberg om Pagels: "Oumbärlig vid våra båtfärder, stor och stark som en jätte, hemma i allehanda trollkonster och knep äfven till lands. Men så sticker han heller inte under stol med, hvad han duger till. Ibland kunde han göra en hälft förtviflad med sina patent, alltid tvärsäker på, att om vi icke gjorde allting i noggrann öfverensstämmelse med den Pagelska metoden, måste det gå galet".
Efter Sjöslaget vid Falklandsöarna hjälpte han befälet för den tyska lilla kryssaren Dresden att fly från den engelska flottan och tilldelades för detta järnkorset I. och II.
Albert Pagels var också rådgivare till Gunther Plüschow på hans expeditioner.

## Tillbaks till Tyskland
I början av 1939 anlitades Pagels av regissören Arnold Fanck som konsult för filmen Ein Robinson - Das Tagebuch eines Matrosen vilket tog honom till Tyskland. Efter krigets utbrott fanns ingen möjlighet för Pagels att återvända till Chile. Författaren Friedrich Freksa kontaktade honom och fick honom att publicera sina memoarer 1940.
Först 1951 kunde Albert Pagels återvända till sin familj i Chile. Bland hans vänner fanns bland annat författaren Francisco Coloane. Han tillbringade sina sista år i fattigdom.
Idag bär en liten sjö och en glaciär i Tierra del Fuego namn efter Pagels. Den 30 juli 2010 avtäcktes en minnessten för kapten Albert Pagels i den gamla hamnen i Klein-Kubitz.